# 长征三号甲运载火箭
长征三号甲運載火箭是在长征三号运载火箭發射成功后研製的三級中型運載火箭，其性能較長征三號运载火箭有顯著的提高，推力比长征三号火箭大两倍多。該火箭於1985年3月開始方案論證，1986年4月開始研製，1994年首次試飛成功，从首飞至今已连续成功发射27次，发射“东方红三号”、“北斗一号”、“嫦娥一号”等多颗卫星，成功率为百分之百，有“金牌火箭”之称。
長征三號甲運載火箭一、二子級除尺寸有某些改變外基本上與長征三號火箭的一、二子級相同；三子級則是在盡可能地利用了長征三號的經驗和成果的基礎上新研製的，换装了長征三號使用的YF-73的下一代氢氧发动机YF-75，採用數位化、小型化的控制系統、四框架撓性平臺、大推力氫氧發動機、冷氦增壓系統、推進劑利用系統等新技術，直径由2.25米增至3米。
作为長征三號甲系列火箭的基本型號，長征三號甲衍生出了長征三號乙和長征三號丙两型火箭。
2007年10月，中国首个月球探测器嫦娥一号使用此火箭于西昌卫星发射中心发射升空。

## 火箭结构描述
一子级

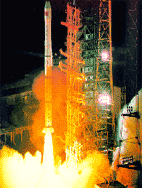
长征三号甲火箭起飞

一子级长23.272米，上部是装有液体四氧化二氮的氧化剂箱，下部是装有液体偏二甲肼的燃烧剂箱。一子级装配有YF-21C型发动机，该发动机是由四台推力为75吨的液体四氧化二氮/偏二甲肼YF-20C发动机并联而成。每台YF-20C型发动机的喷口可以在伺服机构的带动下单向摆动以控制火箭飞行的姿态，最大的摆动角为10度。
二子级
二子级长11.276米，上部是装有液体四氧化二氮的氧化剂箱，下部是装有液体偏二甲肼的燃烧剂箱。二子级装配有75吨推力的YF-22E型发动机（主发动机）和带四个小喷管、总推力为4.8吨的游动发动机YF-23C。主发动机喷管固定不动，游动发动机喷管可作单向摆动，最大摆角60度，以控制箭体飞行姿态。
三子级
三子级长12.375米，上部是装有液氢的燃烧剂箱，下部是装有液氧的氧化剂箱。三子级采用的是YF-75氢氧发动机，具有二次启动能力，由两具独立的单喷管发动机并联而成，每台推力8.5吨，可在伺服机构的带动下双向摆动，最大综合摆角4度，控制三子级箭体飞行姿态。
卫星整流罩
在火箭飞行穿过大气层这段过程中，火箭顶部的卫星整流罩保护卫星免受来自大气层的各种干扰。卫星整流罩为卫星提供了一个良好的环境。长征三号甲火箭的卫星整流罩由端头帽、前锥段、圆柱段和倒锥段组成。端头帽由玻璃钢纤维材料制成，具有良好的无线电透波性。前锥段和圆柱段是由金属蜂窝材料制成，倒锥段由化铣合金材料制成。如果需要，无线电透波窗口和操作窗口可以在柱段和前锥段上开口。长三甲火箭整流罩长8.887米，最大外直径3.35米，其静包络最大直径为3.0米。
星箭对接
长征三号甲火箭可以提供多种机械接口，但一般来说，提供标准的937B、1194或1194A机械接口。卫星的下端框与火箭的有效载荷支架的上端框对接，通过包带来锁紧。

## 飞行时序
| 事件                                 | 飞行时间（秒） | 高度（千米） | 发射场距离（千米） | 纬度（北纬） | 经度（东经） |
| ------------------------------------ | -------------- | ------------ | ------------------ | ------------ | ------------ |
| 起飞                                 | 0.0            | 1.8          | 0.0                | 28.2         | 102.0        |
| 程序转弯                             | 12.0           |              |                    | 28.2         | 102.0        |
| 一子级关机                           | 146.4          | 55.6         | 79.1               | 27.9         | 102.8        |
| 一、二子级分离和二子级发动机点火     | 147.9          | 56.8         | 82.3               | 27.9         | 102.8        |
| 整流罩抛罩                           | 236.9          | 119.0        | 324.9              | 27.3         | 105.2        |
| 二子级主发动机关机                   | 258.3          | 134.1        | 403.3              | 27.1         | 106.0        |
| 二子级游动发动机关机                 | 263.3          | 137.8        | 423.0              | 27.1         | 106.2        |
| 二、三子级分离和三子级发动机一次点火 | 264.3          | 138.6        | 427.0              | 27.1         | 106.2        |
| 三子级一次关机                       | 617.3          | 195.3        | 2291.5             | 21.4         | 123.5        |
| 滑行段开始                           | 620.8          | 195.2        | 2316.6             | 21.3         | 123.8        |
| 滑行段结束和三子级发动机二次点火     | 1252.5         | 194.9        | 6853.7             | 2.1          | 160.8        |
| 三子级发动机二次关机和末速修正开始   | 1374.4         | 212.9        | 7855.1             | -2.4         | 168.5        |
| 末速修正结束                         | 1394.4         | 222.7        | 8044.3             | -3.3         | 170.0        |
| 卫星/火箭分离                        | 1474.4         | 288.0        | 8793.0             | -6.6         | 175.9        |

## 发射历史
| 飞行次序           | 火箭序号 | 有效载荷                                | 起飞时间（UTC+8）               | 分离轨道         | 发射结果 |
| ------------------ | -------- | --------------------------------------- | ------------------------------- | ---------------- | -------- |
| 1                  | 遥901201 | 实践四号 夸父一号模拟星（华凌集团之星） | 1994年2月8日 16时33分53秒       | 高橢圓軌道       | 成功     |
| 2                  | 遥901302 | 东方红三号01星                          | 1994年11月30日 01时02分         | 地球同步转移轨道 | 成功     |
| 3                  | 遥901303 | 东方红三号02星（中星六号）              | 1997年5月12日 00时17分          | 地球同步转移轨道 | 成功     |
| 4                  | 遥四     | 烽火一号01星（中星22号卫星）            | 2000年1月26日 00时45分05秒      | 超同步轉移軌道   | 成功     |
| 5                  | 遥五     | 北斗（1A）                              | 2000年10月31日 00时02分         | 超同步轉移軌道   | 成功     |
| 6                  | 遥六     | 北斗（1B）                              | 2000年12月21日 00时20分         | 超同步轉移軌道   | 成功     |
| 7                  | 遥七     | 北斗（1C）                              | 2003年5月25日 00时34分04秒      | 超同步轉移軌道   | 成功     |
| 8                  | 遥八     | 神通一号 （中星20号）                   | 2003年11月15日 00时01分         | 超同步轉移軌道   | 成功     |
| 9                  | 遥九     | 风云二号C（风云二号04星）               | 2004年10月19日 09时20分04.635秒 | 地球同步转移轨道 | 成功     |
| 10                 | 遥十     | 烽火一号02星（烽火一号A/中星22号A）     | 2006年9月13日 00时02分          | 超同步轉移軌道   | 成功     |
| 11                 | 遥十一   | 风云二号D（风云二号05星）               | 2006年12月8日 08时53分22.656秒  | 地球同步转移轨道 | 成功     |
| 12                 | 遥十二   | 北斗（1D）                              | 2007年2月3日 00时28分           | 超同步轉移軌道   | 成功     |
| 13                 | 遥十三   | 北斗二号M1                              | 2007年4月14日 04时11分08秒      | 中地球转移轨道   | 成功     |
| 14                 | 遥十五   | 鑫诺三号（中星五號C）                   | 2007年6月1日 00时08分           | 超同步轉移軌道   | 成功     |
| 15                 | 遥十四   | 嫦娥一号                                | 2007年10月24日 18时05分04.602秒 | 高橢圓軌道       | 成功     |
| 16                 | 遥二十   | 风云二号E（风云二号06星）               | 2008年12月23日 08时54分04.330秒 | 地球同步转移轨道 | 成功     |
| 17                 | 遥十六   | 北斗二号IGSO1                           | 2010年8月1日 05时30分04.278秒   | 地球同步转移轨道 | 成功     |
| 18                 | 遥二十一 | 神通一号02星（神通一号A/中星20号A）     | 2010年11月25日 00时09分04.339秒 | 超同步轉移軌道   | 成功     |
| 19                 | 遥十八   | 北斗二号IGSO2                           | 2010年12月18日 04时20分04.378秒 | 地球同步转移轨道 | 成功     |
| 20                 | 遥十九   | 北斗二号IGSO3                           | 2011年4月10日 04时47分04.570秒  | 地球同步转移轨道 | 成功     |
| 21                 | 遥十七   | 北斗二号IGSO4                           | 2011年7月27日 05时44分28.206秒  | 地球同步转移轨道 | 成功     |
| 22                 | 遥二十三 | 北斗二号IGSO5                           | 2011年12月2日 05时07分04.189秒  | 地球同步转移轨道 | 成功     |
| 23                 | 遥二十二 | 风云二号F（风云二号07星）               | 2012年1月13日 08时56分04.326秒  | 地球同步转移轨道 | 成功     |
| 24                 | 遥二十四 | 风云二号G（风云二号08星）               | 2014年12月31日 09时02分04.197秒 | 地球同步转移轨道 | 成功     |
| 25                 | 遥二十六 | 北斗二号IGSO6                           | 2016年3月30日 04时11分          | 地球同步转移轨道 | 成功     |
| 26                 | 遥二十五 | 风云二号H（风云二号09星）               | 2018年6月5日 21时07分           | 地球同步转移轨道 | 成功     |
| 27                 | 遥二十七 | 北斗二号IGSO7                           | 2018年7月10日 04时58分          | 地球同步转移轨道 | 成功     |
| \| 成功率：100% \| |          |                                         |                                 |                  |          |
| 成功率：100%       |          |                                         |                                 |                  |          |

### 数据统计
- 成功
- 计划
- 部分成功
- 失利

## 类似火箭
- 聯盟號運載火箭
- 德尔塔Ⅱ7000重型火箭
- 地球同步卫星运载火箭